# Rézműves Gyula
Rézműves Gyula (Tiszapalkonya, 1943–) magyarországi cigány festőművész.

## Pályafutása
Tízgyermekes családban született ötödik gyermekként, gyermekéveit Tiszapalkonyán töltötte, majd Budapestre költözött családjával, ott a II. Rákóczi Ferenc Gimnáziumban tett érettségi vizsgát. Építészeten, mester fokon oklevelet szerzett. 2004-ben felvételt nyert a Stradtfordi Egyetem festőművész szakára. 2006-ban püspöki dicséretben részesült egy kiállítás alkalmából Torontóban. Prof. Dr. Benkes István egyetemi tanár munkássága elismeréseképpen egy kis könyvecskét jelentetett meg angol- és magyar nyelven. 1999-ben bekerül a Cigány Lexikonba. Rendszeresen részt vett a Cigány Ház alkotótábori munkájában és annak csoportos kiállításain. Festészetének célja az ember és a természet örök, elválaszthatatlan kapcsolatának bemutatása. Műveit őrzi a Roma Parlament állandó kiállítása, a Cigány Ház Képzőművészeti Közgyűjteménye, valamint a Néprajzi Múzeum megvásárolta 2 darab festményét. A 2009-es Cigány festészet című albumban megjelentették életrajzát és négy olajfestményét. 2014-ig több száz tárlata és kiállítása volt.

## A Cigány festészet című albumba beválogatott képei
- Hortobágyi tanyavilág (olaj, farost, 70x50 cm, 1993)
- Ünnepnap (olaj, farost, 50x70 cm, 1994)
- A család (olaj, farost, 80x60 cm, 1997)
- Cigánytelep (olaj, farost, 80x60 cm, 1997)[1]

## Kiállításai (válogatás)

### Egyéni
- 2012 • Rézműves Gyula képeinek kiállítása, Debreceni Egyetem Élettudományi Galériája, Debrecen[2]